# Broberg/Söderhamn Bandy
Broberg/Söderhamn Bandy, tidigare Brobergs IF, är en bandyklubb som härstammar från kvarteret Broberg på öster i Söderhamn i Sverige. Klubben har vunnit fem svenska mästerskapstitlar, den första 1947 och den senaste 1977.

## Historia
Det började med ett gäng grabbar som spelade bandy om vintern och fotboll om sommaren. Bandylaget brukade samlas på Färsjöns is för spel med boll och klubba. Många gånger var det en stor uppoffring på många timmar att få isen spelbar. Det berättas om en gång när man plogade isen och en fiskare satt och pilkade bredvid planen att trycket från snömassorna gjorde att vatten forsade ut på isen och gjorde den obrukbar. 
Man spelade på Färsjön i januari 1919. Den 19 april samma år bildades klubben Brobergs IF. En stor del av träningen bestod i snöskottning av bandyplanen. Framgångarna för klubben lät vänta på sig. På den tiden var det Söderhamns IF som var det ledande laget i staden. 1976 lämnade Brobergs IF den anrika Faxevallen från 1930 och spelade därefter på den nyare anläggningen Hällåsen till 2017. I oktober samma år invigdes inomhusarenan Helsingehus Arena.
Bandy var under de tidiga åren bara en del av verksamheten. Klubben hade de mest skiftande grenar på sin repertoar. Nämnas kan till exempel fotboll, simning, vattenpolo, backhoppning, längdåkning och boxning.
1932 kvalificerade sig laget för första gången för spel i Division I, då Sveriges högsta division. Säsongen 1933 slutade man tvåa i Division I norra, efter Västerås SK.
1934 fick klubben sina första spelare i svenska landslaget, Ingvar Wasberg, Erik Fryklund och Gustav Ludvigsson.
Under 1940-talet hade klubben en första storhetstid. Ernst Lindley, då ordförande i Söderhamns stadsfullmäktige, föreslog att klubben skulle byta namn till Söderhamn för att ge större PR till staden men klubben tyckte däremot att staden kunde byta namn till Broberg. Skämttecknare ritade om gevären i Söderhamns stadsvapen till bandyklubbor.
Under 60- och 70-talet skördade klubben flera SM-titlar. En av spelarna som kom att ha stor betydelse för klubben under den här perioden var Göran "Dallas" Sedvall som är invald i klubbens Wall of Fame. 
Den 16 februari 1947 spelade man sin första svenska mästerskapsfinal, inför 24 210 åskådare på ett soligt Stockholms stadion, där man mötte Västerås SK. Brobergs IF vann den med 4-2 efter 3-1 i halvtid och blev Hälsinglands första svenska mästarlag. Då laget kom hem med tåg efter vinsten mottags man av invånare och Söderhamns blåsorkester vid centralstationen.
I december 1979 spelade klubben den första bandymatchen i USA, då man mötte Sveriges juniorlandslag vid en träningsmatch i Edina, Minnesota.
I oktober 2008 bolagiserades klubben . Efter att Nils Stefansson 2014 valts till ordförande i klubben inleddes ett samarbete mellan denna och RFSL Hälsingland. Broberg/Söderhamn Bandy blev därigenom den första föreningen i den svenska elitbandyn som tog ställning i HBTQ-frågor.

## Berömda/framgångsrika spelare
- Jan-Erik Flink
- Erik Flodberg
- Pär Hedqvist
- Göran Sedvall, "Dallas"
- Curt Sedvall
- Håkan Sundin
- Leif Wasberg
- Inge Sjölin
- Rolf Karlsson
- Ingvar Wasberg
- Stefan Larsson
- Stefan Karlsson
- Rolf Käck
- Joakim Hedqvist
- Anders Erlander
- Robert Dammbro
- Magnus Fryklund
- Jonas Nygren
- Martin Söderberg

## Spelartrupp 2024/2025
| Nummer      | Land      | Spelare           | Födelsedatum     | Moderklubb          | Matcher   | Mål       | Assist    | Poäng     |
| Målvakter   | Målvakter | Målvakter         | Målvakter        | Målvakter           | Målvakter | Målvakter | Målvakter | Målvakter |
| ----------- | --------- | ----------------- | ---------------- | ------------------- | --------- | --------- | --------- | --------- |
| 30          | Sverige   | Alvin Unger       | 21 december 2005 | Edsbyns IF          |           |           |           |           |
| 88          | Sverige   | Max Bergström     | 25 juli 1993     | Broberg/Söderhamn   |           |           |           |           |
| Försvarare  |           |                   |                  |                     |           |           |           |           |
| 8           | Sverige   | Eskil Hjelm       | 29 augusti 2002  | Falu BS             |           |           |           |           |
| 44          | Sverige   | Edvin Wigren      | 21 januari 2000  | Hamrångefjärdens IK |           |           |           |           |
| 55          | Sverige   | Anders Erikanders | 10 oktober 2000  | IFK Rättvik         |           |           |           |           |
| Halvor      |           |                   |                  |                     |           |           |           |           |
| 6           | Sverige   | Karl Tagesson     | 28 januari 2003  | Villa Lidköping BK  |           |           |           |           |
| 61          | Sverige   | Daniel Jonsson    | 25 mars 1982     | Broberg/Söderhamn   |           |           |           |           |
| Mittfältare |           |                   |                  |                     |           |           |           |           |
| 5           | Finland   | Jaakko Hyvönen    | 26 januari 1999  | Porin Narukerä      |           |           |           |           |
| 9           | Sverige   | Matteus Liw       | 20 juli 1998     | Edsbyns IF          |           |           |           |           |
| 19          | Sverige   | Johannes Camilton | 17 januari 1997  | IK Sirius           |           |           |           |           |
| 20          | Norge     | Fritiof Hagberg   | 19 maj 1996      | Hauger BK           |           |           |           |           |
| 33          | Sverige   | Philip Flodstam   | 24 april 2000    | Bollnäs GIF         |           |           |           |           |
| 79          | Sverige   | Robin Öhrlund     | 26 februari 1997 | Örebro SK Bandy     |           |           |           |           |
| Anfallare   |           |                   |                  |                     |           |           |           |           |
| 10          | Sverige   | Martin Söderberg  | 20 juni 1992     | Edsbyns IF          |           |           |           |           |
| 14          | Sverige   | Pelle Hoversjö    | 5 december 2003  | Östersunds BS       |           |           |           |           |
| 81          | Sverige   | Oscar Larsson     | 4 februari 2002  | Broberg/Söderhamn   |           |           |           |           |
| 90          | Sverige   | Jonas Engström    | 16 mars 1990     | Broberg/Söderhamn   |           |           |           |           |
| 92          | Sverige   | Jesper Öhrlund    | 11 augusti 1992  | Örebro SK Bandy     |           |           |           |           |

## Ledare
- Svenne Olsson

### Tränare
- Magnus "Kuben" Olsson
- Patrik Fryklund

### Materialförvaltare
- Börje Andersson
- Anders Karlsson

## Supporterklubbar
- Kustgardet